# Высоцкий (остров)
Высо́цкий о́стров — остров в Ленинградской области России, в Выборгском районе. Расположен в Выборгском заливе, в центральной части Тронгзундского архипелага. В северной части острова расположен город Высоцк.

## География
Является крупнейшим островом Тронгзундского архипелага (также употребляется название Высоцкие острова; финское название — архипелаг Уурас). Площадь — 17 км². Вытянут в длину на 8,7 км, ширина — до 3 км. Связан шоссе и железной дорогой через соседний Майский остров с материком.

## История
На северной оконечности острова находится частично разрушенная крепость XIX века Тронгзунд (Уурас).
В период с 1918 по 1940 год остров принадлежал Финляндии. Назывался Уураансаари (фин. Uuraansaari).
Во время советско-финляндской войны 1939—1940 гг. 4 марта 1940 года советские войска заняли остров Уураансаари.
12 марта 1940 года по результатам Московского договора остров вместе с прилегающими к нему территориями перешёл в состав Карело-Финской ССР. В 1941 году он вновь был взят финскими войсками. В июне 1944 года остров был занят Красной армией и по подписанному Финляндией перемирию перешёл к Советскому Союзу. Парижский мирный договор окончательно закрепил права СССР на остров.